# Central Nuclear Sequoyah

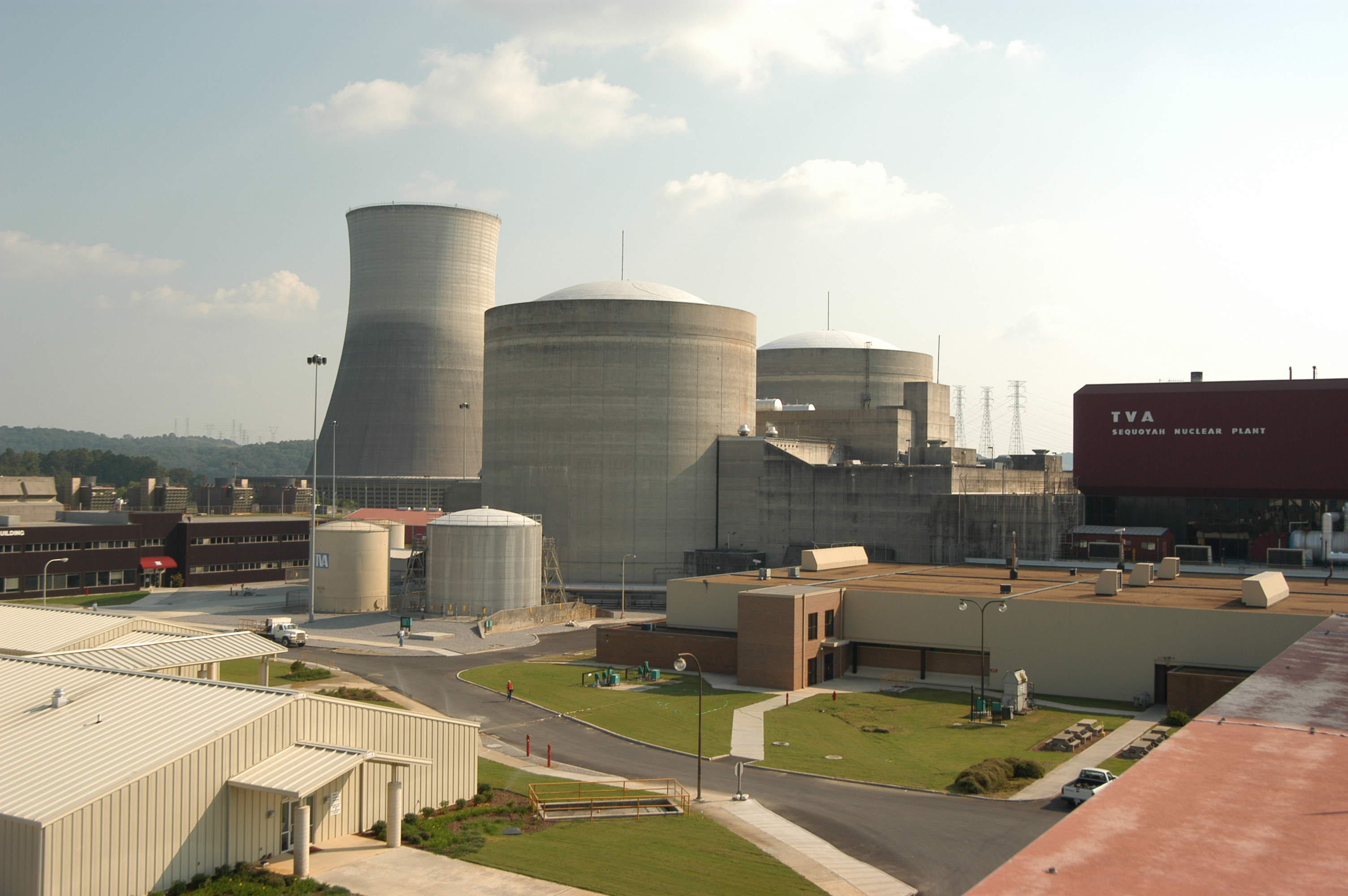
Central nuclear de Sequoyah.

La Central Nuclear Sequoyah ocupa 2,1 km² cerca de Chattanooga, Tennessee.
Esta planta dispone de dos reactores de agua a presión de Westinghouse.
A los pocos meses de empezar a funcionar, se filtraron alrededor de 420.000 litros de refrigerante radioactivo debido a un error del operador y varios obreros quedaron expuestos a la radiación, pero la pérdida fue mantenida dentro del edificio de contención.